# Casirotes
Els casirotes (grec antic: Κασειρῶται, llatí: Caseirotae) foren una de les deu tribus en què Claudi Ptolemeu divideix els habitants de la satrapia d'Aria. Vivien a la frontera amb la satrapia de la Drangiana.